# L'Absence (film, 1976)
Pour les articles homonymes, voir L'Absence.
Pour plus de détails, voir Fiche technique et Distribution.
L'Absence est un film québécois réalisé par Brigitte Sauriol, sorti en 1976. 

## Synopsis
Lorsqu'un père revient dans la famille qu'il avait quittée plusieurs années auparavant, sa fille, maintenant jeune adulte, accepte mal son retour.

## Fiche technique
- Titre : L'Absence
- Réalisation : Brigitte Sauriol
- Scénario : Brigitte Sauriol
- Photographie : Daniel Fournier
- Montage : Louise Andrée Michaud
- Durée : 93 minutes
- Sortie : 22 octobre 1976 (Festival international du film de Toronto)

## Distribution
- Jocelyn Bérubé : Jacques
- Frédérique Collin : Louise
- Louisette Dussault : Hélène
- Jean Gascon : Paul
- Isabelle Lajeunesse : Anne
- Monique Mercure : Estelle
- Guy Thauvette : François